# Franke Holding
Franke Holding AG – szwajcarskie przedsiębiorstwo zajmujące się produkcją artykułów gospodarstwa domowego. Zostało założone 1 kwietnia 1911 roku w Rorschach, w kantonie Sankt Gallen, w Szwajcarii przez Hermanna Franke.

## Historia
- 1911 – Przedsiębiorstwo zostaje założone przez Hermanna Franke 1 kwietnia 1911 roku w Rorschach, w kantonie Sankt Gallen, w Szwajcarii.
- 1925–1928 – Produkcja pierwszej jednostki zlewozmywakowej z ocynkowanej blachy miedzianej oraz blatów pieców, okien dachowych i lukarn. Przedsiębiorstwo zatrudnia 30 pracowników.
- 1934–1936 – Przełom na rynku szwajcarskim z pierwszą jednostką zlewozmywakową ze stali nierdzewnej. Zmiana siedziby na Aarburg oraz budowa nowej fabryki i budynku biurowego wybudowanego w celu uwzględnienia strategicznych planów rozwoju.
- 1937–1939 – Produkcja bezszwowych zlewozmywaków ze stali nierdzewnej z nową technologią spawania i wprowadzenie produkcji seryjnej.
- 1939 – Hermann Franke umiera nagle a kontrolę na przedsiębiorstwem przejmuje jego syn Walter.
- 1940–1945 – Pionierskie prace nad standaryzacją prywatnych kuchni wraz z pierwszymi zlewozmywakami kombinowanymi oraz pierwszą wbudowaną płytą kuchenną z pokrywą na zawiasach. Przedsiębiorstwo zatrudnia 100 pracowników.
- 1946–1955 – Rozbudowa zakładu produkcyjnego w Aarburgu, pierwszy eksport do sąsiednich krajów europejskich. Założenie pierwszej zagranicznej filii w Ettlingen, w Niemczech. Otwarcie w 1948 r. pierwszej restauracji Mövenpick wyposażonej przez Franke w kuchnię przemysłową. Przedsiębiorstwo zatrudnia 400 pracowników.
- 1956–1961 – Podwojenie produkcji, wzrost eksportu i otwarcie nowego działu kuchni przemysłowych. Produkowane są kompletne kuchnie z wyposażeniem (kuchnie standardowe Franke), wynalezienie standardu zlewozmywaka dla kuchni komercyjnych, umożliwiającego standard gastronomiczny i zakotwiczenie koncepcji systemu Franke. Przedsiębiorstwo zatrudnia 750 pracowników.
- 1962–1974 – Dalszy rozwój, w tym 13 nowych spółek zależnych, budowa i instalacja w 1972 r. pierwszej kuchni McDonald’s w Monachium. Przedsiębiorstwo zatrudnia 2600 pracowników.
- 1975 – Ze względu na problemy zdrowotne Waltera Franke, przyjaciel Willi Pieper przejmuje kierowanie przedsiębiorstwem.
- 1976–1980 – Pierwsza ekspansja poza Europę po przejęciu Progressive Corporation w Filadelfii, w USA.
- 1981–1988 – Franke dostarcza pierwszą kuchnię systemową w McDonald’s w USA, pod kierownictwem Johna F. Strassera. Budowanie globalnej marki i wprowadzenie struktury dywizji, jak również promowanie globalnego rozwoju zdefiniowanych kluczowych przedsiębiorstw z myślą o tym, aby stać się numerem jeden. 1986 – 75 lat Franke. Przedsiębiorstwo zatrudnia 2200 pracowników.